# The Queen is Dead
«The Queen is Dead» es una canción de la banda inglesa de rock alternativo The Smiths, incluida en su tercer álbum de estudio, al que da nombre y que se lanzó en 1986. Escrita por Morrissey y Johnny Marr, presenta letras antimonárquicas que resultaron controvertidas para la prensa musical británica. Musicalmente, fue resultado de experimentación y improvisación de Marr, Andy Rourke y Mike Joyce, quienes utilizaron tecnología en el estudio para mejorar las interpretaciones.
Aunque no se lanzó como sencillo hasta 2017, atrajo notoriedad en su momento y tuvo varias apariciones en la lista de canciones en vivo de la banda. En los años posteriores al lanzamiento, recibió elogios de la crítica por la letra y por la interpretación instrumental.

## Trasfondo
Los orígenes de «The Queen is Dead» se remontan a una presentación en vivo de 1985 de una canción de la banda, «Barbarism Begins at Home», donde el líder y letrista de The Smiths, Morrissey, improvisó la letra "the queen is dead", una frase de la novela Last Exit to Brooklyn (1964). Morrissey luego decidió retomar la frase para la letra de una nueva canción. Inspirado por el tono político de la letra, el guitarrista de The Smiths, Johnny Marr, escribió la música inspirándose en «I Can't Stand It», de MC5 y The Velvet Underground, una canción que no había sido lanzada por la banda hasta que apareció en una compilación de archivo en 1985. Gran parte de la composición de la canción resultó de extensas improvisaciones en el estudio. Como recordó el bajista Andy Rourke:

A veces puedes ir al estudio y tocar durante todo el día y no sucede nada. Ese día, la magia ocurrió y creamos esta increíble canción que se convirtió en el tema de todo el álbum.

Rourke compuso la línea de bajo de la canción en el estudio, una interpretación que Marr describió como un logro "que [otros] bajistas aún no han igualado". la muerte de Rourke en 2023, Marr agregó: "Verlo tocar el bajo en la canción The Queen is Dead fue tan impresionante que me dije 'Nunca olvidaré este momento'".
Marr también desarrolló su línea de guitarras en el estudio, manipulando la nota de un armónico con el ángulo de su pedal wah-wah. La introducción de batería en capas de Mike Joyce fue el resultado de una muestra en bucle que Joyce grabó. Según el ingeniero de la banda, Stephen Street, "Teníamos este sampler muy anticuado... sólo podías grabar durante un tiempo pero podías repetirlo. Le pedimos a Mike que tocara este ritmo retumbante y luego probamos una pequeña sección del mismo".
Líricamente, la canción explora la antipatía de Morrissey por la monarquía, una institución que desde entonces ha descrito como un "sistema social desigual e inequitativo". Morrissey además hace referencias al campo haciendo juegos de palabras con el doble significado de reina: como señaló en la prensa, "Hay una red de seguridad en la canción de que la 'vieja reina' soy yo". La canción también se basa en la intrusión de Michael Fagan en busca de inspiración lírica. Según el autor Tony Fletcher, la letra "Cuando estás atado al delantal de tu madre, nadie habla de castración" era una referencia a la estrecha relación de Morrissey con su madre cuando era niño.
Según la petición de Morrissey, la canción comienza con un fragmento de " Take Me Back to Dear Old Blighty ", cantada por la actriz Cicely Courtneidge en la película de 1962 The L-Shaped Room. Por sugerencia de Street, se eliminó aproximadamente un minuto de la canción de la grabación final. Originalmente, la banda había planeado que la canción desapareciera.

## Publicación
"The Queen Is Dead" se lanzó por primera vez como tema de apertura del álbum de estudio de 1986 del mismo nombre de la banda. No fue lanzado como single en ese momento, aunque se produjo un video. La letra de la canción generó controversia en la prensa musical: Morrissey recordó un incidente en el que una revista, para su consternación, informó falsamente que se había disculpado con la Reina.
"The Queen Is Dead" apareció en los setlists en vivo de la banda durante este período, con Joyce reproduciendo la introducción de batería artificial de la canción en vivo sin cintas. Una versión en vivo de la canción aparece en el álbum en vivo de 1988 de la banda, Rank . Billboard describió esta versión de la canción como "gruñendo". 
Para promover la reedición de la edición de coleccionista de 2017 de The Queen Is Dead, la canción principal se lanzó exclusivamente como un sencillo de vinilo de edición limitada en formatos de siete y doce pulgadas. Morrissey criticó al minorista de discos HMV por colocar calcomanías en los sencillos limitándolos a uno por cliente, implorando a los fanáticos que se pusieran "siete pelucas variables" y otros disfraces para "comprar tantas copias de 'The Queen Is Dead' en HMV como deseen". ". Este sencillo de 2017 alcanzó el puesto 85 en las listas del Reino Unido. Después de la muerte de la reina Isabel II el 8 de septiembre de 2022, "The Queen Is Dead" experimentó un aumento del 1,687% en las cifras de streaming.

## Recepción de la crítica
"The Queen Is Dead" ha recibido elogios de la crítica desde su lanzamiento. Spin calificó la canción de "emocionante" y reconoció: "Hay que admirar a un tipo que puede rimar 'rusty spanner' con 'play pianner'". Mark Coleman de Rolling Stone elogió la canción por "parodiar la fascinación de los medios con la familia real por los grandilocuentes estallidos de guitarra y una agresiva línea de bajo".  Stephen Thomas Erlewine de AllMusic describió la canción como "asaltante", mientras que Stewart Mason del mismo sitio elogió la letra de Morrissey como "salvaje e hilarante" y nombró la canción como "una de las obras maestras de la banda".
Blender señaló la canción como una pista clave del álbum para descargar. Rolling Stone clasificó la canción como la séptima mejor canción de los Smith y escribió: "Para cuando los Smith hayan terminado de tocar 'The Queen Is Dead', Inglaterra será suya".  NME la nombró la novena mejor de la banda, mientras que Consequence of Sound clasificó la canción como la décima mejor de la banda, calificándola como "el mejor comienzo de cualquier disco de los Smiths". Billboard también la clasificó como la décima mejor canción de los Smith y concluyó: "Sí, los Smith pueden patear traseros". 